# Оленин-Гиршман, Борис Юльевич
Борис Юльевич Оле́нин (настоящая фамилия — Гиршман; 29 ноября [12 декабря] 1903, Одесса — 27 марта 1961, Москва) — советский актёр и театральный режиссёр. Народный артист РСФСР (1949). Заслуженный артист Казахской ССР (1943). Лауреат Сталинской премии второй степени (1951).

## Биография
Борис Гиршман родился в Одессе (ныне Украина). Учился в Москве, в Художественно-театральной мастерской В. В. Барановской и с 1925 год был сотрудником МХАТа. В 1929 году стал одним из основателей Московского рабочего художественного театра (МРХТ), в котором служил до 1937 года в качестве актёра и режиссёра. Взял себе сценический псевдоним Оленин.
В 1937 году Оленин перешёл в Театр им. МОСПС, годом позже переименованный в Театр имени Моссовета. В 1938—1942 годах выступал на сцене Театра им. Ленинского комсомола, в 1942 году вернулся в Театр им. Моссовета. Член ВКП(б) с 1941 года.
Умер Оленин 27 марта 1961 года. Похоронен в Москве на Новодевичьем кладбище (участок № 8).
Жена — Мария Семёновна Эттинген, актриса.

## Театральные работы

### МРХТ
- 1930 — «На всякого мудреца довольно простоты» А. Н. Островского — Крутицкий
- 1934 — «Закон Ликурга» по Т. Драйзеру — прокурор Мэзон
- «Страх» А. Н. Афиногенова — Бородин

### Театр имени Ленинского комсомола
- «Апшеронская ночь» Н. Н. Никитина — Мир-Али
- 1939 — «Нора» по Г. Ибсену — Ранк
- 1940 — «Зыковы» М. Горького — Антипа Зыков
- 1941 — «Парень из нашего города» К. М. Симонова — Вано Гулиашвили

### Театр имени Моссовета
- 1944 — «Отелло» У. Шекспир — Яго
- «Олеко Дундич» А. Г. Ржешевского и М. А. Каца — Ходжич
- 1942 — «Забавный случай» К. Гольдони — Филиберт (Радиоспектакль 1949 г.)
- «Катрин Лефевр» В. Сарду — Наполеон I
- 1950 — «Рассвет над Москвой» А. А. Сурова — Степанян
- 1953 — «Маскарад» М. Ю. Лермонтова — Неизвестный
- 1955 — «Лиззи Мак-Кей» Ж.-П. Сартра — Кларк

## Фильмография

### Актёрские работы
- 1942— Боевой киносборник «Наши девушки» (киноновелла «Тоня»)
- 1946 — Адмирал Нахимов — генерал Жан-Жак Пелисье
- 1947 — Свет над Россией — Г. М. Кржижановский
- 1951 — Незабываемый 1919 год — Г. Е. Зиновьев (в титрах не указан)

### Озвучивание ролей
- 1941 — Лисички / англ. The Little Foxes (США) — Хорэйс Гидденс (роль Герберта Маршалла)[3]
- 1946 — Похождения Насреддина
- 1947 — Алишер Навои
- 1952 — Покорители вершин
- 1960 — Непьющий воробей (мультфильм); На пороге бури

## Награды и премии
- народный артист РСФСР (18.4.1949)
- заслуженный артист РСФСР (1947)
- заслуженный артист Казахской ССР (1943)
- орден Трудового Красного Знамени (19.4.1949)[4]
- Сталинская премия второй степени (1951) — за исполнение роли товарища Степаняна в спектакле «Рассвет над Москвой» А. А. Сурова